# Tonnetje (bierglas)

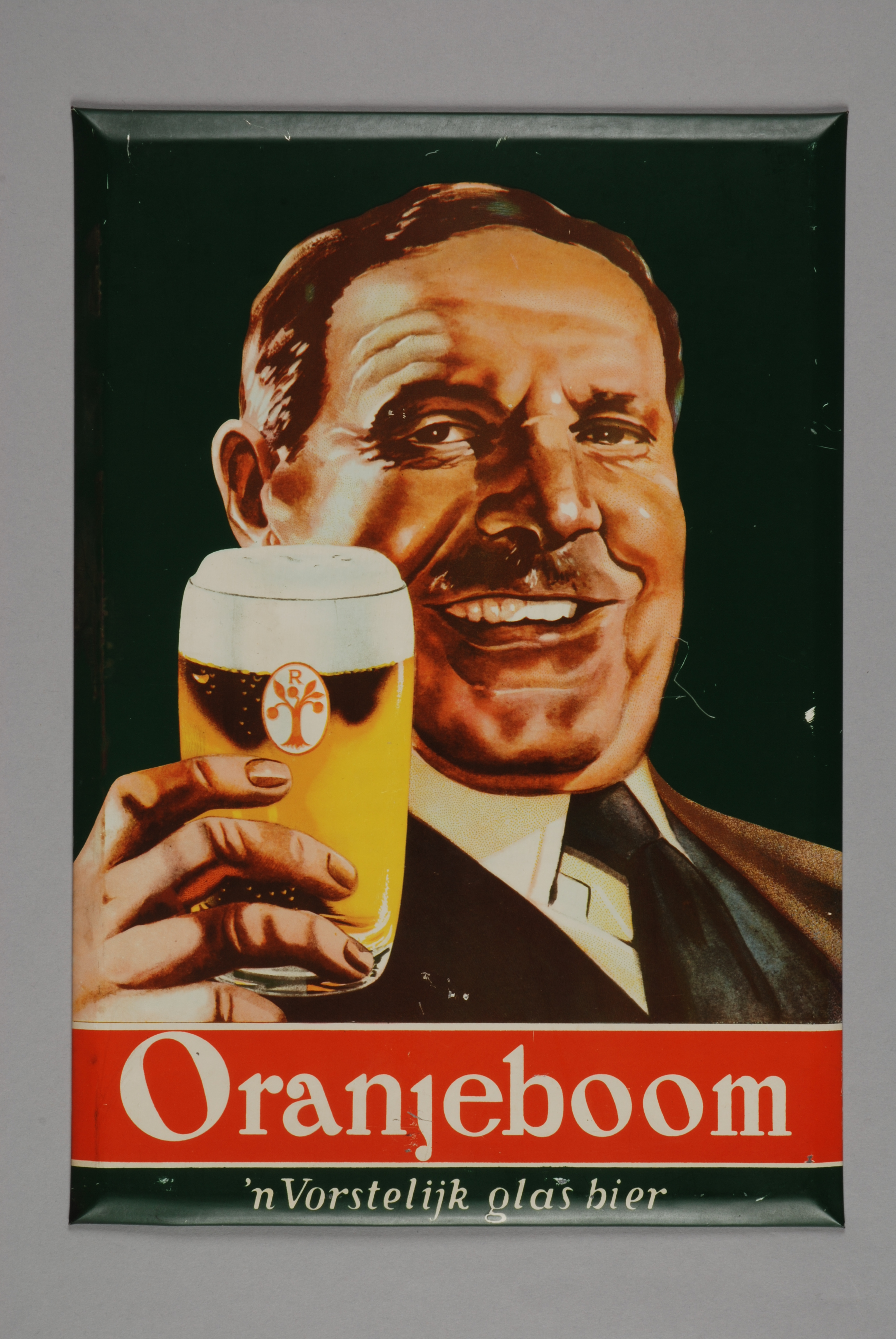
Reclamebord voor Oranjeboom pils, 1960. De man heeft een tonnetje in zijn hand. Collectie Museum Rotterdam

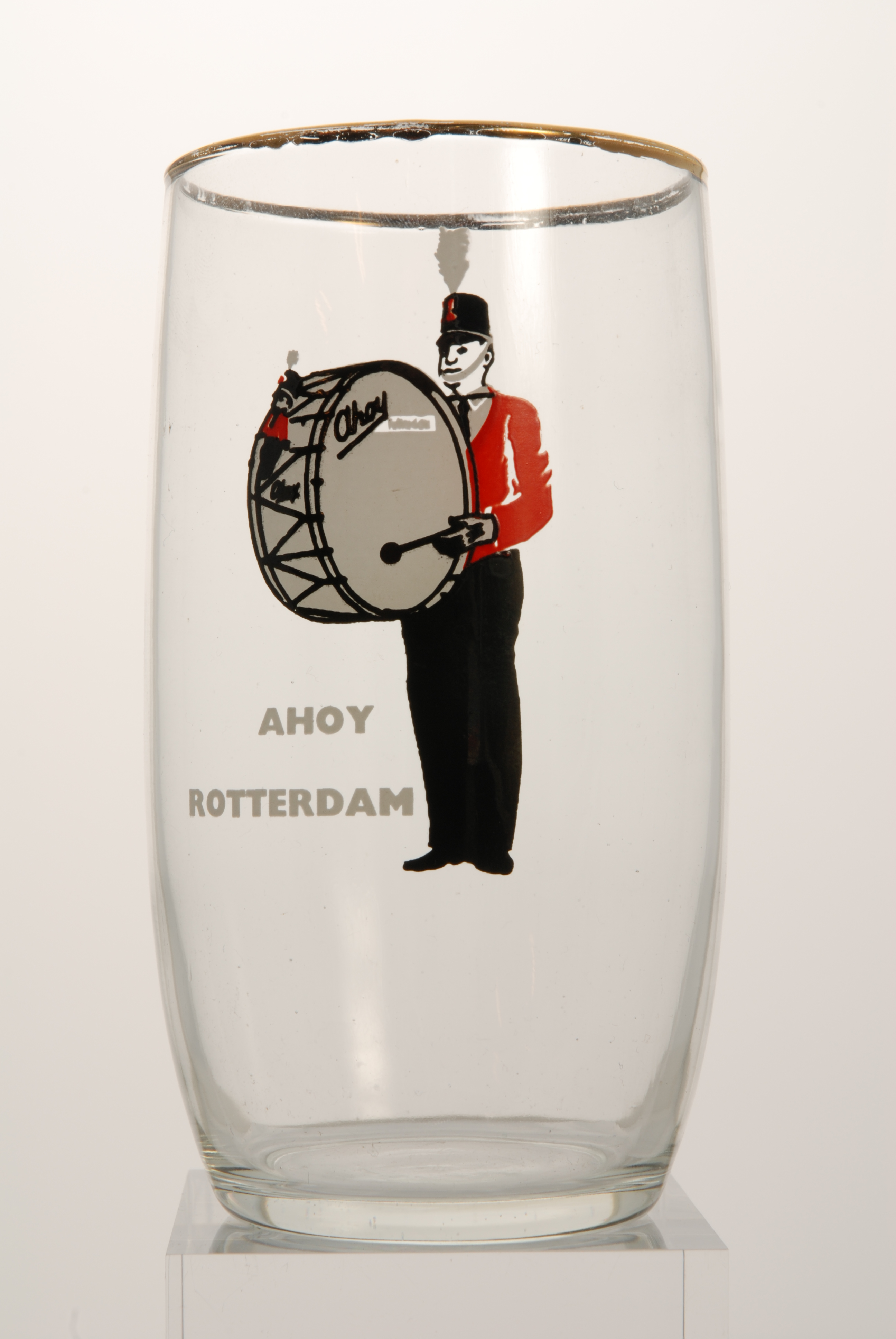
Bierglas met opdruk van een Rotterdams muziekkorps, model tonnetje, circa 1965. Collectie Museum Rotterdam.

Een tonnetje is een tonvormig, enigszins gedrongen bierglas. Onder tonvormig wordt verstaan dat deze glazen een diameter hebben die in het midden net wat groter is dan aan de bovenrand en aan de bodem. De contouren van het glas komen als het ware overeen met die van een (houten) biervat. Zeker is dat dit model glas al tijdens het interbellum in Nederland bekend was. In 1928 werd het door een Nederlandse agent van twee grote brouwerijen uit Duitsland (Dortmunder Kronen Brauerei en Dortmunder Actien Brauerei) aangeduid als een Dortmunder bierglas (tonnetje). Hieruit zou kunnen worden afgeleid dat dit model glas aanvankelijk verbonden was met bieren van het Dortmunder type. Met name in de jaren vijftig en zestig van de twintigste eeuw werd het tonnetje een zeer courante verschijning in de Nederlandse horeca. Vrijwel alle grote Nederlandse brouwerijen hebben destijds tonnetjes met merknaamopdruk in omloop gebracht voor hun pilsener bieren. Eind jaren zestig en begin jaren zeventig is dit niet-stapelbare bierglas in veel horecazaken vervangen door stapelbare bierglazen. De meeste tonnetjes hadden een inhoud (strijkmaat) van 30 cl. Veel naoorlogse tonnetjes waren voorzien van een decoratief gouden bovenrandje. Bierglazenverzamelaars gebruiken voor dit glas ook wel de benaming bekermodel.